# بیلی هیث
بیلی هیث (انگلیسی: Billy Heath؛ زادهٔ ۱۸۶۹) بازیکن فوتبال اهل بریتانیا است.
از باشگاه‌هایی که در آن بازی کرده‌است می‌توان به باشگاه فوتبال ولورهمپتون واندررز و باشگاه فوتبال آرسنال اشاره کرد.